# Allogaster aethiopicus
Allogaster aethiopicus é uma espécie de cerambicídeo da tribo Achrysonini, com distribuição restrita à Etiópia.